# Guy Boothby
Guy Boothby, född 13 oktober 1867 i Adelaide, död 26 februari 1905, var en australisk författare.
Boothby har utgett ett stort antal detektivromaner. Flera av dessa finns i svensk översättning bland annat Mästertjuven, men hans mest kända är D:r Nikola (1899, svensk översättning D:r Nikoas hämnd samma år).